# Чък Маккан
Чък Маккан (на английски: Chuck McCann; 2 септември 1934 – 8 април 2018) е американски телевизионен, филмов и озвучаващ актьор, комик и водещ.

## Биография
Първата му работа е като актьор в радио сериалите на CBS Radio около 1942 г.
В началото на кариерата си Маккан работи като комик в клубовете Ideal Spot в Куинс и El Mambo Club в Лонг Айлънд. През периодите 1959 – 1960, 1961 – 1963, 1963 – 1975 и 1966 – 1967 г. е водещ съответно на детските телевизионни предавания „Хотел за кукли“, „Нека се позабавляваме“, „Шоуто на Чък Маккан“ и „Шоуто на Лоръл и Харди с Чък Маккан“.
Снима се в безброй сериали като „Коломбо“, „Мечтателят“, „Слайдърс“, „Сабрина младата вещица“, „Луд съм по теб“. От 2007 до 2008 г. играе съдия Байрън Фъд в „Адвокатите от Бостън“.
Маккан озвучава Том и Дик Макуул в Cool McCool, Ледърнек в G.I. Joe, Дъкуърт, Бъргър Бийгъл и Баунсър Бийгъл в „Патешки истории“, Хеф Слонбалон в „Новите приключения на Мечо Пух“, Нещото във „Фантастичната четворка“, Виелица в „Железният човек“ и Амебите в „Реактивните момичета“. В рекламите за зърнена закуска Коко Пъфс той озвучава Съни, куко птицата, възкликвайки: „Аз съм куку за Коко Пъфс“.
Едни от последните му роли в озвучаването са Мо във „Време за приключение“ и Амебите във версията на „Реактивните момичета“ от 2016 г.
Маккан умира на 8 април 2018 г. от сърдечна недостатъчност в болница Сидърс-Синай в Лос Анджелис. Оставя след себе си своята съпруга Бети Фанинг, с която са женени от 1977 г., и трите деца от предишния си брак.

## Избрана филмография
| Година | Филм                                             | Оригинално заглавие                            | Роля        | Режисьор   |
| ------ | ------------------------------------------------ | ---------------------------------------------- | ----------- | ---------- |
| 1990   | Патешки истории: Съкровището на изгубената лампа | DuckTales the Movie: Treasure of the Lost Lamp |             | Боб Хаткок |
| 1992   | Калинките                                        | Ladybugs                                       |             | Сидни Фюри |
| 1993   | Робин Худ: Мъже в чорапогащи                     | Robin Hood: Men in Tights                      |             | Мел Брукс  |
| 1995   | Дракула: мъртъв и доволен                        | Dracula: Dead and Loving It                    | гостилничар | Мел Брукс  |